# Tamasaba
Le Tamasaba est une variété japonaise de poisson rouge.

## Description
Son corps est similaire à celui d'un Ryukin. Sa longue queue est simple ressemble à celle d'un maquereau, d'où son autre nom, Mackerel Tail. 
Ses couleurs sont variable.

## Origine
Le Tamasaba est originaire de la préfecture de Yamagata dans le nord du Japon, ce qui fait qu'il est également connu sous les noms de Yamagata Kingyo ou Yamagata Goldfish.
Il est adapté à la vie en étang (ou bassin de jardin) et en aquarium, et résiste très bien au froid. 